# Campo de Cão
Campo de Cão es una localidad caboverdiana del municipio de Paul.

## Geografía
La localidad está situada en la isla de Santo Antão.

## Organización territorial
La localidad abarca los lugares y barrios de:
- Campo de Cão
- Chã de Erva
- Chã de Joaquim
- Chão de João Vaz
- Dragoeiro
- Joanico
- Lombinho
- Lombo Comprido
- Lombo de Gaspar
- Lombo de Joane
- Passagem
- Poio de Padre
- Rocha Grande
- São Tomé
- Teixeiro